# استيبان فالنسيا
استيبان فالنسيا (بالإسبانية: Esteban Valencia)‏ هو لاعب كرة قدم ومدرب كرة قدم تشيلي في مركز الوسط، ولد في 8 يناير 1972 في سانتياغو في تشيلي. شارك مع منتخب تشيلي لكرة القدم. أما مع النوادي، فقد لعب مع نادي أتليتيكو كولون ونادي أونيفرسيداد دي تشيلي ونادي أونيفرسيداد كاتوليكا ونادي بالستينو.

## وصلات خارجية
- استيبان فالنسيا على موقع الاتحاد الدولي (مؤرشف)  (الإنجليزية)
- استيبان فالنسيا على موقع قاعدة بيانات كرة القدم.إي يو (الإنجليزية)
- استيبان فالنسيا على موقع ناشيونال فوتبول تيمز (الإنجليزية)
- استيبان فالنسيا على موقع Soccerway.com (الإنجليزية)
- استيبان فالنسيا على موقع عالم كرة القدم.نت (الإنجليزية)